# Bussac-Forêt

Bussac-Forêt este o comună în departamentul Charente-Maritime, Franța. În 1 ianuarie 2022 avea o populație de 1.079 de locuitori.